# Лаодикија
Лаодикија (грч. Λαοδίκεια) древни је град у Турској, у близини села Ескихисар 6 км, источно од града Денизли.
Подигао га је селеукидски цар Антиох II Тео у III веку п. н. е. на месту древног града Диополиса (грч. διο — сјајан божански; грч. πολις — град). Град је добио име по царевој супрузи Лаодикији.
Лаодикија се налазила на важном трговачком путу, те је просперитет града био и заснован на трговини.
У I веку п. н. е. Лаодикија улази у састав Римског царства.
Током раног хришћанства у Лаодикији је основана једна од седам цркава Азије, која се помиње у књизи Откривења (Откривење 3:14) и у посланицама апостола Павла (Кол. 4:12).
Након пада Римског царства, град је био у саставу Византијског царства. Лаодикија је била једна од значајних црквених центара. Посебан значај имају епископски сабори који су одржавани у њему, а најзначајнији од њих је Лаодикијски сабор одржан 363.– 364. године.
1097. године град су освојиле Османлије. Он је касније уништен непрестаним ратовима између Османског царства и Византије и земљотресима.
Најближи град Денизли основале су већином избеглице из Лаодикије.